# Coppa Italia 2022-2023 (pallamano femminile)
La Coppa Italia di pallamano 2022-2023 è stata la 32ª edizione della coppa nazionale di pallamano femminile.
La manifestazione si è tenuta dal 2 al 5 febbraio all'RDS Stadium di Rimini.
A vincere il trofeo, per la prima volta nella sua storia, è stata l'Erice che ha sconfitto le campionesse uscenti del Brixen Südtirol.

## Formula
Il torneo si disputa con la formula delle Final Eight. Le otto squadre ammesse sono le prime otto classificate al termine del girone d'andata della Serie A1 2022-23. 
La vincitrice della manifestazione si aggiudica un posto in EHF European Cup per la stagione successiva. Nel caso la vincitrice si sia già qualificata per qualsiasi coppa europea durante il campionato, la qualificazione viene assegnata alla finalista.

## Squadre partecipanti
- Prima classificata: Pontinia
- Seconda classificata: PDO Salerno
- Terza classificata: Erice
- Quarta classificata: Brixen Südtirol
- Quinta classificata: Cassano Magnago
- Sesta classificata: Casalgrande
- Settima classificata: Ariosto Ferrara
- Ottava classificata: Cellini Padova

## Risultati

### Tabellone
|  | Quarti di finale | Quarti di finale | Quarti di finale |                 |                 | Semifinali      | Semifinali | Semifinali |  |  | Finale | Finale | Finale |  |
|  |                  |                  |                  |                 |                 |                 |            |            |  |  |        |        |        |  |
|  | 1                | Pontinia         | 34               |                 |                 |                 |            |            |  |  |        |        |        |  |
|  | 1                | Pontinia         | 34               |                 |                 |                 |            |            |  |  |        |        |        |  |
|  | 8                | Cellini Padova   | 25               |                 |                 |                 |            |            |  |  |        |        |        |  |
|  | 8                | Cellini Padova   | 25               |                 | Pontinia        | Pontinia        | 22         |            |  |  |        |        |        |  |
|  |                  |                  |                  |                 | Pontinia        | Pontinia        | 22         |            |  |  |        |        |        |  |
|  |                  |                  | Brixen Südtirol  | Brixen Südtirol | 24              |                 |            |            |  |  |        |        |        |  |
|  | 4                | Brixen Südtirol  | Brixen Südtirol  | Brixen Südtirol | 24              | 37              |            |            |  |  |        |        |        |  |
|  | 4                | Brixen Südtirol  |                  |                 |                 |                 |            |            |  |  |        |        |        |  |
|  | 5                | Cassano Magnago  | 34               |                 |                 |                 |            |            |  |  |        |        |        |  |
|  | 5                | Cassano Magnago  | 34               |                 | Brixen Südtirol | Brixen Südtirol | 29         |            |  |  |        |        |        |  |
|  |                  |                  |                  |                 |                 |                 |            |            |  |  |        |        |        |  |
|  |                  |                  | Erice            | Erice           | 33              |                 |            |            |  |  |        |        |        |  |
|  | 2                | PDO Salerno      | Erice            | Erice           | 33              | 42              |            |            |  |  |        |        |        |  |
|  | 2                | PDO Salerno      |                  |                 |                 |                 |            |            |  |  |        |        |        |  |
|  | 7                | Ariosto Ferrara  | 24               |                 |                 |                 |            |            |  |  |        |        |        |  |
|  | 7                | Ariosto Ferrara  | 24               |                 | PDO Salerno     | PDO Salerno     | 18         |            |  |  |        |        |        |  |
|  |                  |                  |                  |                 | PDO Salerno     | PDO Salerno     | 18         |            |  |  |        |        |        |  |
|  |                  |                  | Erice            | Erice           | 19              |                 |            |            |  |  |        |        |        |  |
|  | 3                | Erice            | Erice            | Erice           | 19              | 26              |            |            |  |  |        |        |        |  |
|  | 3                | Erice            |                  |                 |                 |                 |            |            |  |  |        |        |        |  |
|  | 6                | Casalgrande      | 17               |                 |                 |                 |            |            |  |  |        |        |        |  |

### Quarti di finale
| Arbitri: | Alex Passeri Stefano Rinaldi (Pescara) |

|              |           |          |
| Manojlović 7 | Marcatori | Sormaz 8 |

| Arbitri: | Marilisa Sardisco Agnese Venturella (Palermo) |

|             |           |              |
| Colloredo 8 | Marcatori | C. Djiogap 9 |

| Arbitri: | Marcello Carrino Stefano Pellegrino (Napoli) |

|              |           |          |
| Muratović 13 | Marcatori | Gozzi 12 |

| Arbitri: | Stefano Riello (Torri di Q.lo) Nicolò Panetta (Perinaldo) |

|          |           |           |
| Mrkikj 7 | Marcatori | Mangone 7 |

### Semifinali
| Arbitri: | Alex Passeri Stefano Rinaldi (Pescara) |

|        |           |        |
| Rizo 6 | Marcatori | Ekoh 7 |

| Arbitri: | Stefano Riello (Torri di Q.lo) Nicolò Panetta (Perinaldo) |

|         |           |                     |
| Gómez 7 | Marcatori | Hilber, Muratović 6 |

### Finale
| Arbitri: | Ciro Cardone Luciano Cardone (Napoli) |

|                                                               |           |                                                                             |
| Muratović 10 Babbo 7 Hilber 7 Puţ 2 Eder 1 Habicher 1 Vegni 1 | Marcatori | Ekoh 10 Storozhuk 9 Losio 4 Coppola 3 Tarbuch 3 Cozzi 2 Mrkikj 1 Pugliara 1 |